# Charity Opara
Charity Opara-Asonze (Owerri, 20 mei 1972) is een voormalige atlete uit Nigeria, die zich had toegelegd op de sprint.

## Loopbaan
In 1990 nam Opara deel aan de Gemenebestspelen op de onderdelen 4 × 100 m estafette en de 400 m.
In 1996 nam ze voor Nigeria deel aan de Olympische Spelen van Atlanta op het onderdeel 4 × 400 m estafette.
In 2000 nam ze deel aan Olympische Spelen van Sydney op de onderdelen 400 m en 4 × 400 m estafette.
- World Athletics: 14292503